# Lethwei
Il lethwei o Myanma yuya louvi è il pugilato birmano; la sua versione sportiva è anche chiamata, dagli anni Sessanta, bando kickboxing.

## Definizione
Questa pratica di scherma con mani e piedi nudi risalirebbe al III secolo, quando i monaci avevano la necessità sia di difendersi sia di intrattenersi. È un pugilato detto marziale, in quanto prende in prestito, dall'eredità tecnica dal guerriero birmano, tutta la sua abilità e strategia. Divenne popolare a partire dall'XI secolo sotto i Re Anawratha, con combattimenti plurietnici senza alcuna regola e di violenza senza misura. Il modo di affrontarsi è molto specifico: tiene conto molto spesso del comportamento animale e ha pochi tratti in comune con le altre pratiche orientali. L’allenamento prevedeva una rigida sessione periodica di colpi sferrati a una struttura solida come un albero o un muro al fine di rinforzare le ossa del corpo. La difesa sta nell’uso delle mani nude, senza guantoni, è più difficile parare i colpi, e si è quindi costretti ad attaccare senza mai difendersi. Il corpo umano non è fatto per reggere troppi urti ma quando un soggetto subisce molte fratture ripetute, le ossa si rafforzano progressivamente per adattarsi. Distrutto e ricostruito più volte, lo scheletro umano si adatta all’esigenza.

## Regolamento: il pugilato birmano o "superlativo" dei pugilati
Storicamente, l'incontro veniva diretto da due arbitri all'interno di un cerchio, dove era autorizzata ogni forma di percussione e di proiezione. L'era moderna ha introdotto le regole del pugilato occidentale, prima di tutto i guanti, poi le protezioni, a seguire le riprese e il quadrato (ring). Il bagaglio tecnico del combattente è molto ampio e le sue pratiche si ispirano alle esperienze di combattimento birmane; al suo interno sono presenti numerose azioni spettacolari, in particolare le tecniche volanti, e le tecniche di marcia su scala. Nel passato, il pugilato birmano tradizionale era l'antitesi del Thaing, a causa del suo aspetto brutale; oggi non è più così, poiché è inquadrato in regole moderne, per cui può essere anche piacevole a vedersi.

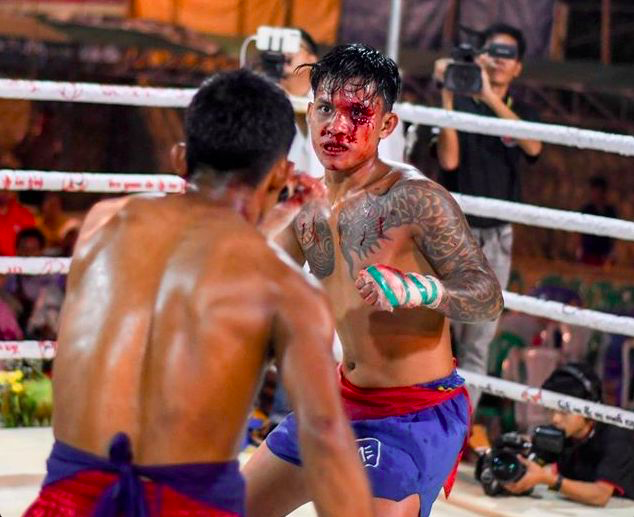

## Caratteristiche tecniche: "tutto il corpo è un'arma"
Nove tecniche tradizionali, formano la pratica del pugilato birmano. Le caratteristiche tecniche del lethwei tengono conto di tre componenti principali: le armi utilizzate, gli scopi e le distanze di combattimento. Troviamo: 
1. Un uso di tutte le parti del corpo disponibili, di percussione e di proiezione portate attraverso nove armi principali: il cranio, i due pugni, i due gomiti, le due ginocchia e i due piedi.
2. La ricerca di percussione dell'insieme del corpo dell'avversario.
3. La gestione di tre distanze di combattimento: distanza lunga, in particolare di calcio; distanza media, colpi di ginocchio, pugno e gomito; corpo a corpo, con prese e proiezioni.

Per poter ricordare facilmente le strategie da adottare durante il combattimento il pugile deve memorizzare un insieme di relativamente semplici principi. Per esempio: 
1. Colpire le armi, le parti del corpo dell'avversario, prima di attaccarsi al centro del corpo; per esempio, procurare una scossa con un colpo di testa nel muscolo e nello stesso tempo portare un colpo di pugno circolare o una percussione alla coscia dell'avversario, con un calcio frustrato (fr. fouetté) in occasione di un'offensiva in calcio circolare in linea mediana.
2. Le proiezioni devenno avvenire nello spazio vicino, in modo che si possa portare una percussione immediata.
3. Utilizzare le strategie degli animali del Thaing. Esempio: percussione nelle membra inferiori avverse di tipo cinghiale, o colpo di zampa di tipo pantera nelle braccia dell'avversario, per aprirsi un cammino verso lo scopo; un colpo rotativo della tigre in un'offensiva di calcio in faccia.

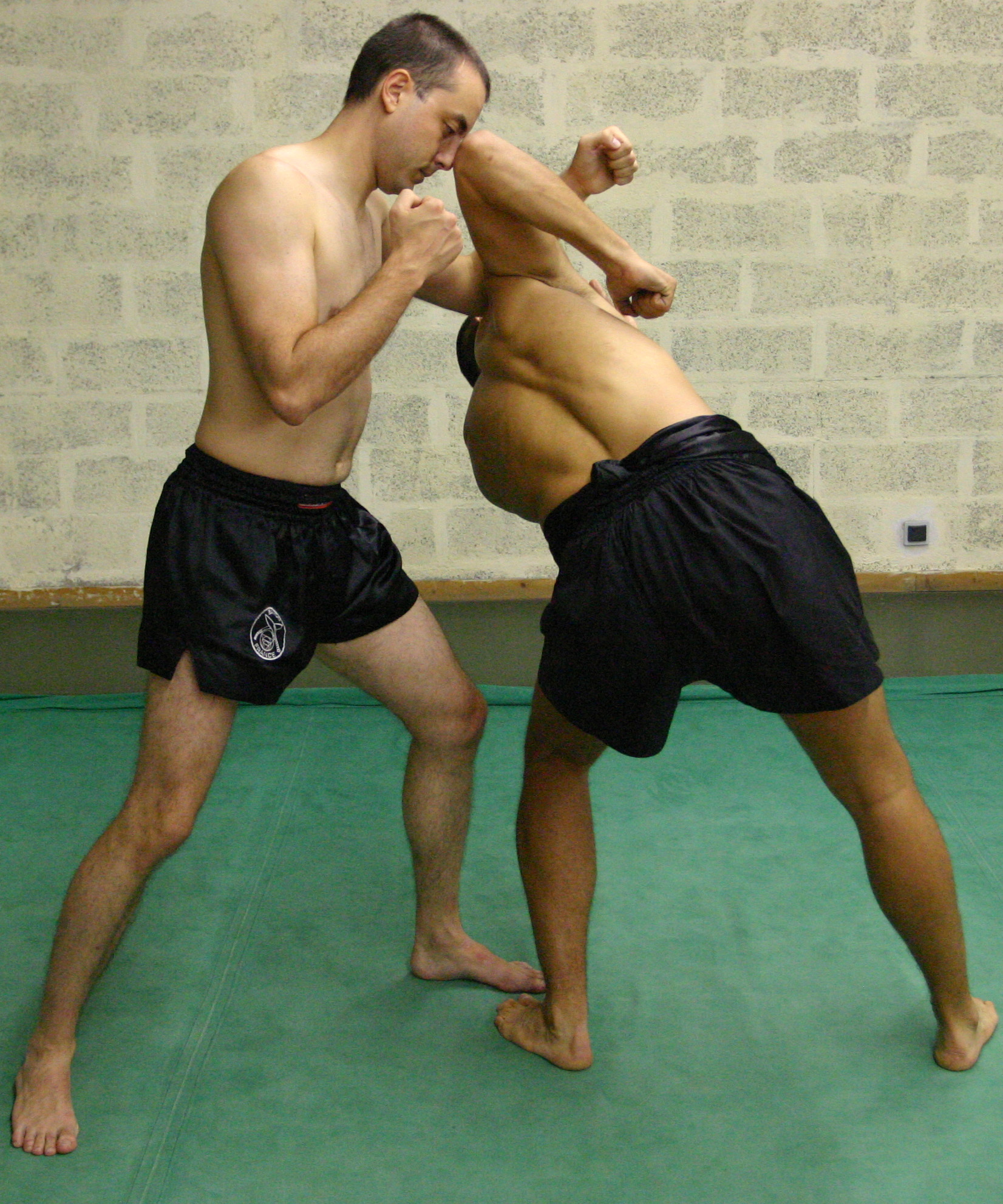

## Particolarità culturali del lethwei
Tradizionalmente il combattimento si svolgeva all'interno in un cerchio. Nei villaggi birmani, ancora nel XXI secolo, questo combattimento ha mantenuto il suo carattere ancestrale. Solo la presenza di un quadrato (ring) occidentale sembra essere segno di modernità.
L'incontro è diretto da due arbitri, per potere meglio separare i protagonisti, ed è valutato da sei giudici. Tutte le tecniche sono autorizzate: si può persino colpire l'avversario a terra. I pugili combattono sfide molto lunghe. Le riprese sono intervallate da riposi completi, durante i quali si svolgono altri incontri. L'attrezzatura è sommaria: pantaloncini da pugilato, mani bendate, conchiglia di protezione ai genitali, paradenti.

## Il Lethwei yay
È la danza guerriera eseguita all'inizio di combattimento, come dimostrazione di abilità e coraggio; alla fine della danza, con le braccia incrociate, il pugile si colpisce ciascuna delle sue spalle con la mano opposta, in modo da annunciare che è pronto a combattere; viene eseguita, al termine del combattimento, anche una danza di vittoria dopo che i giudici hanno decretato il vincitore.

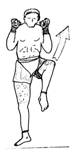
Il Lethwei yay, danza prima del combattimento

## Il Lekkha Moun
Consiste nella presentazione delle armi utilizzate dallo stesso pugile durante il combattimento di lethwei: il pugile colpisce con la sua mano aperta l'arma opposta; la presentazione si effettua dall'alto in basso, inizialmente coi pugni ed i gomiti, poi con le ginocchia ed infine con i piedi.

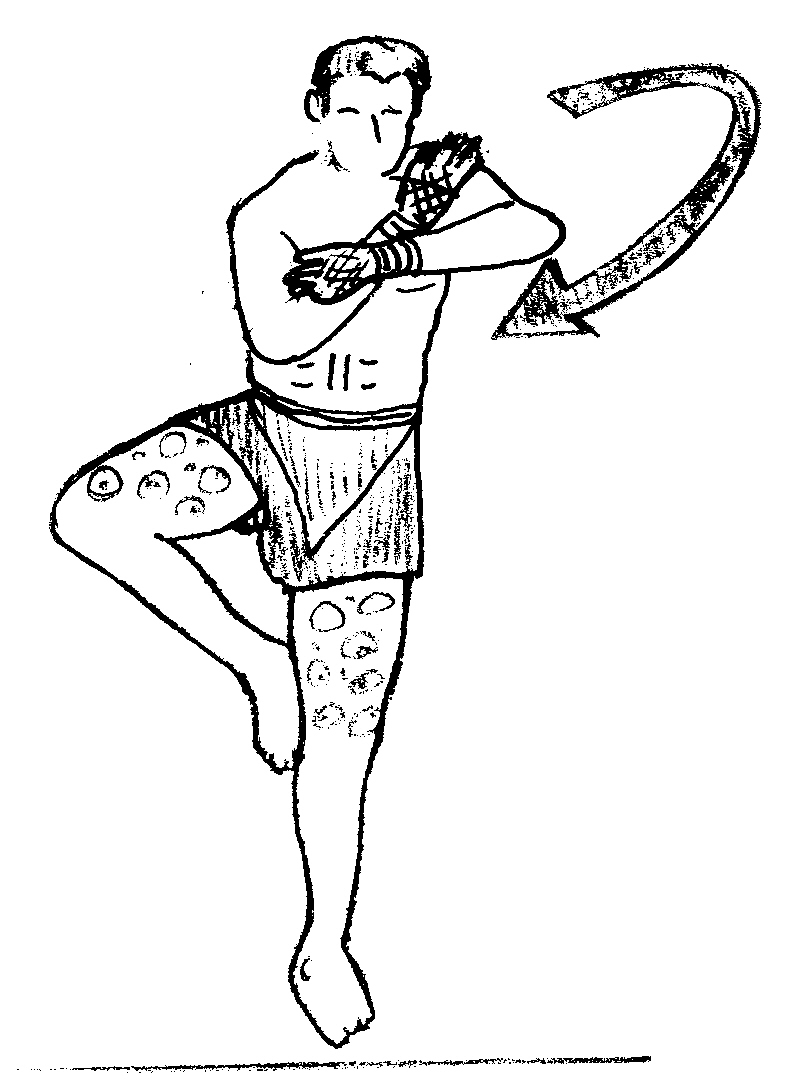
Percussione delle braccia come provocazione al termine del "lethwei-yei"